# Ferrocarriles Norte Milán
Ferrocarriles Norte Milán (en italiano Ferrovie Nord Milano) o simplemente FNM, es una operadora ferroviaria de Italia para fines regionales. Está estructurada como una sociedad holding y es el segundo operador ferroviario italiano después de Ferrocarriles estatales italianos.

## Historia

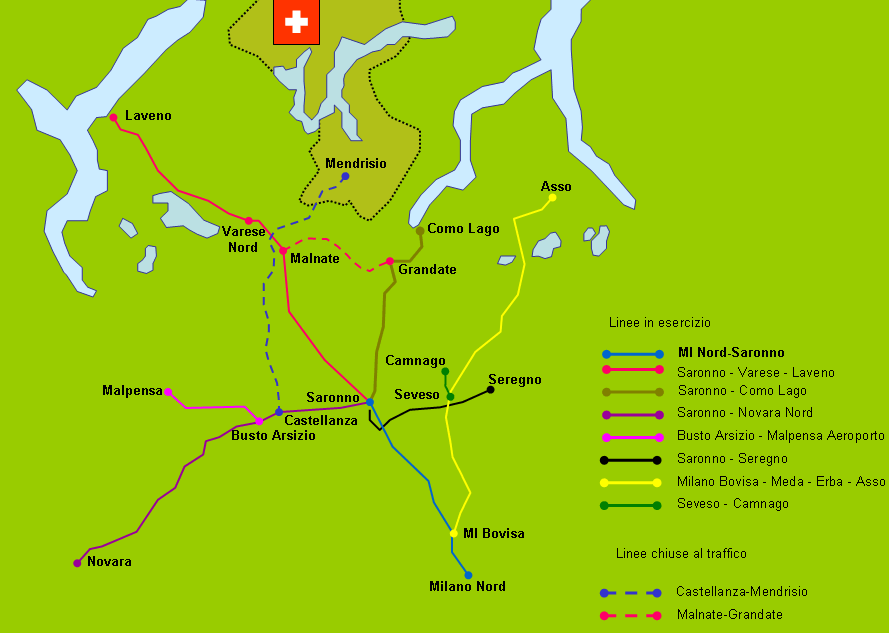
Mapa de las líneas históricas de los Ferrocarriles Norte Milán

La Società Anonima Ferrovie Milano - Saronno y Milano - Erba (FMSME) fue fundada en 1877 por Albert Vaucamps con el fin de construir y gestionar las líneas ferroviarias del mismo nombre. En particular, el 22 de marzo de 1879 se inauguró el ferrocarril Milán - Saronno, mientras que el 31 de diciembre del mismo año el ferrocarril Milán-Erba.
En 1883, la empresa pasó a llamarse "Società Anonima per le Ferrovie Nord Milano" (FNM).

## El grupo
El grupo ha diversificado sus actividades a través de numerosas filiales:
- Ferrovienord: Gestión de la red FNM
- Trenord: transporte de pasajeros
- Ferrovie Nord Milano Autoservizi: transporte de pasajeros en bus
- Nord Cargo: transporte de cargo

## Red ferroviaria

### En servicio
- Línea Milán-Saronno
- Línea Milán-Asso
- Línea Saronno-Como
- Línea Saronno-Varese-Laveno
- Línea Saronno-Novara
- Línea Saronno-Seregno
- Línea Busto Arsizio Nord-Malpensa T1
- Línea Brescia-Iseo-Edolo

### Líneas en desuso
- Línea Como-Varese, inaugurado en 1885 y suprimido el 31 de julio de 1966
- Línea Castellanza-Mendrisio, inaugurado en secciones entre 1904 y 1926, suprimido entre 1928 y 1977 y reabierto solo con fines turísticos entre 1995 y 2007.

- Datos: Q680558
- Multimedia: Ferrovie Nord Milano / Q680558